# Carola Silvestrelli
Carola Silvestrelli es una actriz, presentadora y locutora de radio Italiana.

## Formación
- Curso Estatal para actores, Regione Lazio, Roma 1988/89.
- Actors Estudio N.Y. - Interpretación, con Geraldine Baron, en Roma, 2002/05
- I° Curso para Guionistas de la Escuela RAI y A.P.C., en la RAI, Roma, 1996 / 97.
- Máster Europeo en Gestión de Empresa Cinematográfica y Audiovisual, en la Anica, Roma, 1997/98.
- Euro Multimedia Máster, en Roma, 1998/00.
- Máster Rai Para Guionistas en la RAI, Roma, 2002/2003
- Ha estudiado Técnicas de guion con Linda Seger, John Truby, Dara Marks, Yves Lavandier, Gino Ventriglia, Domenico Matteucci, Francesco Scardamaglia, Luigi Forlai, John Vorhaus.
- Curso de Lengua y Literatura inglesa en el Colegio de Cambridge, Dep. Aberystwyth, UK.
- Diploma Superior de Lengua y Española en el Instituto Cervantes de Roma.
- Lenguas extranjeras: español (óptimo), inglés (bueno), griego (básico).

## Algo más
- Del 2000/2008 ha sido fundadora y Art & Casting Director del "AlambA production & services"
- Es Consultor y Autor por la ideación y el desarrollo de nuevos formatos de TV por la RAI, 2002/2004
- Consultor en los programas por Radio Deejay 2002/2003
- Es docente de Técnicas Narrativas

## Series - TV Movie - TV
- La TV delle Ragazze (La TV de las Chicas) RAI 3 - 1989
- Magazine 3 RAI 3 - 1991 / 93
- Gren, ragazzi e ragazze (Green, chicas y chicos) RAI 3 - 1993 / 94
- Telefortuna RAI 1, 2, 3 - 1993
- Festival dei Maghi di Montecarlo (Festivales de los Brujos de Montecarlo) RAI 3 - 1994
- Video Sapere (Vídeo Saber) RAI 1,2,3 1995
- Un medico in famiglia (Un médico en familia), dirección Riccardo Donna - RAI 1 - 1998/99
- it:Mai dire gol (Nunca decir gol), Italia1, 1998/1999
- Giornalisti (Periodistas), dirección D.Mallorca y G.Manfredonia - Canal 5 - 2000
- it:Mai dire gol (Nunca decir gol), Italia1, 2000
- it:Mai dire Maik (Nunca decir Maik), Italia1, 2000
- Batticuore (Palpitación) RAI 2 2001
- Mai dire gol (Nunca decir gol), Italia1, 2001
- Donne e Viaggi (Mujeres y Viajes) (Cuba) Canal 4 - 2001
- it:Un prete tra noi (Un cura entre nosotros), dirección Riccardo Donna - Canal 5 – 2001
- La foglia di fico (La Hoja de Higuera) Italia 1 - 2002
- Rosafuria, dirección Gianfranco Albano - RAI 1 - 2003
- Sweet India RAI 2 - 2003 /' 04, (ideación format, story editor, guionista)
- it:Grandi domani (Grandes Mañana) Italia 1 - 2003 /' 04, (script editor, diálogos)
- Snooper, RaiSatRagazzi 2004
- C’era Una volta un re, ma morì (Hubo una vez un rey pero murió) Canal Jimmy, 2005
- it:Cotti e mangiati (Cocidos y Comidos) RAI 1 - 2006 (guionista)
- Comizi d’Amore (Encuestas de Amor) Discovery Real Time es 2006/2007
- Comizi d’Amore 2 (Encuestas de Amor 2) Discovery Real Time 2007/2008
- Un amore di Strega (Un Amor de Bruja), Canal 5 2009
- Mammine (Mamás) - en producción - Italia (ideación format, story editor)
- Una faccia una razza (Una cara una raza) - en producción – Grecia (ideación format, story editor)

## Teatro
- Con el Teatro de la Obra de Roma desde el 1989 hasta el 1991: 
  - La Sierva Dueña, de Pergolesi, dirección Vera Bertinetti
  - El maestro de capilla, de Cimarosa, dirección Vera Bertinetti
- Con el Teatro de la Obra de Fiesole, 1990:
  - La mujer verde, de Zanettovich, dirección Vera Bertinetti
  - Así va el mundo, de W. Congreve, 1990 dirección Stelio Fiorenza
  - Nosotras que fuimos novias, I II e III, de C. Silvestrelli, desde 1990 hasta 1994 dirección C. Silvestrelli
  - Cristobal Colón una historia tierra... tierra, de C. Silvestrelli, dirección Toni Garrani 1992
  - Nuevos Trágicos, de P. De Silva, dirección P.Loreti y P. De Silva, 1993
  - Gracias, le haremos saber, de C. Silvestrelli, dirección C. Silvestrelli, 1995
  - Vuelve a casa, Léxico, de M. Scaletta y C. Silvestrelli, dirección de C. Silvestrelli, 1996
- Por el Festival Internacional de Polverigi: 
  - Historias de colores, de G. Alinghieri, dirección G. Alinghieri, 1997
- Con el Piccoletto de Roma, dirigido por Ettore Scola: 
  - Academia Preneste, de M. De Ángel, dirección À. Fassari, 1998
  - Navego solo, de Cristoforo Gorno, dirección de David Riondino, 1999
  - No lo vendo a mil, de S.Benni, U.Dighero, D.Fo, 1999/2000 dirección de C. Silvestrelli
  - No lo vendo a mil 2, de S.Benni, U.Dighero, D.Fo, 2001 dirección de C. Silvestrelli
  - Hubo una vez un rey pero murió, de U. Dighero, C. Silvestrelli y M.Melloni, dirección de C. Silvestrelli, 2004/2006
  - La fiesta es ahí, de Agnès Jaoui y Jean-Pierre Bacri, dirección de S. Prestinari, 2005/2006
  - Todo en familia, de Murray Schisgal, dirección de Gianpiero Blanchi, 2005/2006
  - Los romanos en Rusia, de Elia Marcelli, dirección de Stefano Messina, 2006
  - Hércules y los establos de Augias, de Friedrich Dürrenmatt, dirección de Roberto De Alessandro, 2006
  - La fiesta es ahí, de Agnès Jaoui y Jean-Pierre Bacri, dirección de S. Prestinari, 2007
  - Pequeños crímenes conyugales, de Eric-Emmanuel Schmitt, dirección Lorenzo Gioielli, 2007/2008
  - Como matar a la mujer y por qué, como matar al marido sin tantos porqués, de Antonio Amurri, dirección de Roberto de Alessandro, 2008

## Cine
- Francesco, dirección de Liliana Cavani, 1988
- Ricki e Barabba (Ricki y Barrabás) dirección de Christian De Sica, 1992
- Camerieri (Camareros) dirección de Leone Pompucci, 1995
- Tafanos dirección de Carlo Giudice & Paolo Marcellini, 2000
- Tafanos 2: l’inizio (Tafanos 2: el principio) dirección de Carlo Giudice & Paolo Marcellini, 2002
- La vita domestica dei super eroi (La vida doméstica de los super héroes), de C. Silvestrelli y U. Dighero, series de cortometrajes, dirección de C. Silvestrelli, 2004

## Radio
- 500, pero no los aparenta RADIO RAI 1 - 1992
- Los Buenos Días de RADIO 2 RADIO RAI 1 – 1992/1993
- El Fleje es ilegal RADIO RAI 2, RAI INTERNACIONAL - 1997
- Dentro de la Noticia RADIO RAI 2 - 1998
- Fuga de los Mundiales RADIO RAI 2, RAI INTERNACIONAL - 1998
- La luna es de queso RADIO RAI 2, RAI INTERNACIONAL - 1999
- Dos de la noche RADIORAI 2, RAI INTERNACIONAL - 1999
- El Bip Show RADIO RAI 2 - 2000
- 3131 Chat RADIO RAI 2 - 2000/2001
- Atlantis RADIO RAI 2 - 2001
- Operación trío, RADIO DEJEEY, 2002/2003
- Último Estadio RADIO DEEJAY - 2002/2003

## Premios
- 2005 PRIMERO PREMIO COMEDY “MEJOR COMEDIA EUROPEA" a "Sweet India" en el IX MEDIA EVENTS FESTIVAL INTERNAZIONAL Albena, Bulgaria.
- 2007 “MEJOR SIT-COM EUROPEA” a "Cotti & Mangiati" en el XI MEDIA EVENTS FESTIVAL INTERNAZIONAL, Albena, Bulgaria.

## Curiosidad
Es maestra certificada de Kundalini Yoga
Está casada con el poeta español Juan Vicente Piqueras - http://www.juanvicentepiqueras.com 
y desde el 2007 residen juntos en Atenas.

## Página Web
- http://www.carolasilvestrelli.com